# جيمس غرانت ويلسون
جيمس غرانت ويلسون (بالإنجليزية: James Grant Wilson)‏ (28 أبريل 1832، إدنبرة في المملكة المتحدة - 1 فبراير 1914، نيويورك في الولايات المتحدة)؛ مؤرخ وروائي أمريكي.